# Karl-Heinz Buchholz
Karl-Heinz Buchholz (* 20. März 1914 in Neuenburg; † 13. Dezember 1958) war ein deutscher Politiker (DPS).
Buchholz besuchte ein Gymnasium in Saarbrücken, wo er 1933 die Reifeprüfung ablegte. Danach studierte er Rechtswissenschaften in Bonn und Würzburg. In Bonn schloss er sich dem Corps Rhenania an. Zum 1. November 1935 trat er der NSDAP bei (Mitgliedsnummer 6.928.505). 1936 absolvierte er das erste juristische Staatsexamen. Sein anschließender Vorbereitungsdienst wurde 1939 durch den Kriegsdienst unterbrochen. Nachdem er wegen einer Kriegsverletzung von der Wehrmacht entlassen worden war, konnte er den Vorbereitungsdienst fortsetzen und 1941 in München die große juristische Staatsprüfung ablegen. In den folgenden Jahren arbeitete er als Assessor an verschiedenen Gerichten. 1944 wurde er zum Amtsgerichtsrat ernannt, nach dem Krieg erfolgte die Wiedereinstellung als Landgerichtsrat in Duisburg. 1951 wurde er Hauptgeschäftsführer der Handwerkskammer Saarbrücken.
Buchholz war Mitglied der Demokratischen Partei Saar (DPS). Für sie bewarb er sich 1955 um einen Sitz im Landtag des Saarlandes, war jedoch zunächst erfolglos. Nach einer Entscheidung der saarländischen Verfassungskommission vom 19. April 1956 erhielt die DPS einen zusätzlichen Sitz im Parlament zu Ungunsten der Christlichen Volkspartei des Saarlandes (CVP). Daraufhin übernahm er am 27. April 1956 das Mandat der CVP-Fraktionsvorsitzenden Maria Schweitzer. Buchholz starb vor Ende der Legislaturperiode.